# Bang vụ khanh

Quan hệ đảng phái hoặc cơ quan chính phủ tương tự của Bang vụ khanh hiện nhiệm Hoa Kỳ:
Bang vụ khanh đảng viên Dân Chủ
Bang vụ khanh đảng viên Cộng hoà
Bang vụ khanh độc lập
Bang vụ khanh đảng viên Cộng hoà hoặc Đảng Tân tiến bộ
Không thiết lập Bang vụ khanh

Bang vụ khanh (tiếng Anh: Secretary of State; còn dịch là tổng thư ký tiểu bang hoặc tổng thư ký bang hoặc đổng lý văn phòng bang) là một quan chức cấp cao trong chính phủ 47 tiểu bang Hoa Kỳ cùng với Puerto Rico và lãnh thổ hải ngoại khác. Ở các tiểu bang Massachusetts, Pennsylvania và Virginia, vị quan chức này được gọi là tổng thư ký thịnh vượng chung (secretary of the commonwealth). Ở các tiểu bang Alaska, Hawaii và Utah, không có bang vụ khanh, chức trách của họ thuộc về phạm vi của phó thống đốc tiểu bang. Chức năng của họ mỗi nơi có điểm khác nhau, nhưng đại đa số bang vụ khanh đều phải thi hành một hạng mục chức trách vô cùng trọng yếu: coi là quan chức bầu cử tối cao, họ phụ trách công việc bầu cử của mỗi tiểu bang, từ việc ai có tư cách coi là ứng viên để đưa vào phiếu bầu, cho đến làm thế nào chứng nhận kết quả bầu cử.
Lúc cử tri Hoa Kỳ chuẩn bị bỏ phiếu bầu cử tổng thống, bang vụ khanh của mỗi tiểu bang cần chủ động bảo chứng trước cử tri rằng, mỗi tờ phiếu bầu đều sẽ được thống kê chiếu theo quy định. Trên các phương tiện truyền thông xã hội và trong các hoạt động do mỗi tiểu bang cử hành, mỗi bang vụ khanh cần hết lòng hết sức khiến cho các cử tri kiên quyết tin rằng hệ thống bầu cử là an toàn, tiện cho cử tri sử dụng đồng thời tạo ra kết quả bầu cử công bình chính trực. Ngoài ra, cần bảo chứng chắc chắn rằng, các cử tri biết chỗ tra hỏi các tin tức như ngày hạn chót đăng kí làm cử tri, thời gian mở trạm bỏ phiếu và ngày bầu cử.

## Tóm tắt
Bang vụ khanh phụ trách tiến hành chứng nhận bầu cử và cấp giấy phép đăng kí công ti, ở một số tiểu bang, phụ trách nghiệp vụ như cấp phát giấy phép lái xe và đăng kí xe hơi, đồng thời chứng nhận tính hợp pháp của công văn cấp tiểu bang và giấy tờ do công chứng viên làm ra.
Ở rất nhiều tiểu bang, trong tình huống trống ghế thống đốc, họ chỉ đứng sau phó thống đốc trong bảng xếp đặt thứ bậc.
Họ thông thường không có quá nhiều quyền hạn, nhưng bởi vì họ phụ trách đại đa số chứng nhận bầu cử, cho nên họ thường hay gánh vác trách nhiệm vô cùng trọng yếu vào khoảng thời gian bầu cử. Nêu một thí dụ điển hình, trong sự việc đếm lại phiếu bầu của bầu cử tổng thống năm 2000, bang vụ khanh Florida bà Katherine Harris đã phát huy tác dụng trọng yếu trong việc xác định kết quả bầu cử lần cuối cùng, ảnh hưởng cục diện bầu cử tổng thống Hoa Kỳ năm đó.